# Silant

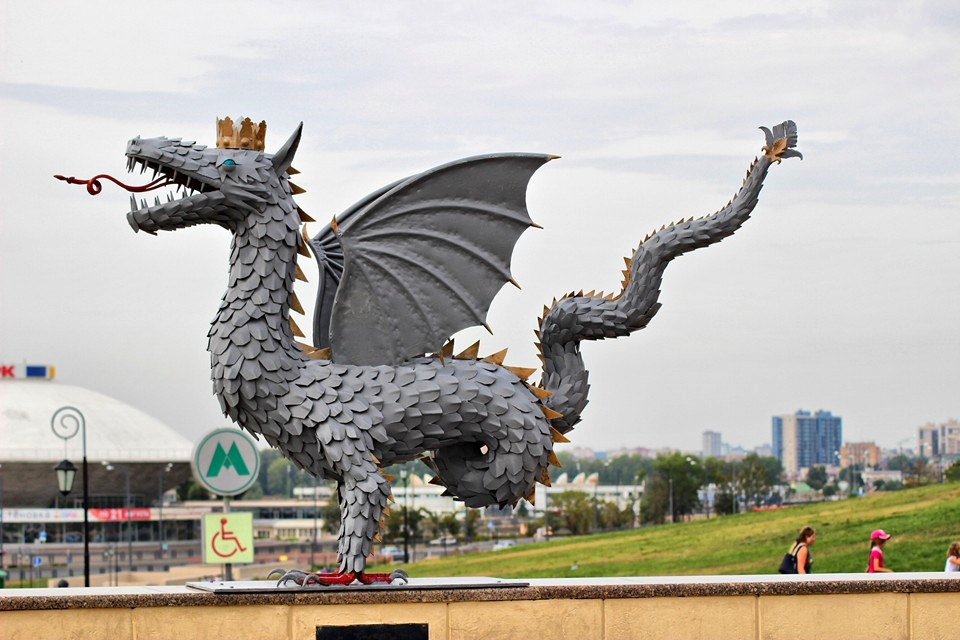
Silant-Statue in Kasan

Der Silant (russisch Зилант aus tatarisch yılan/елан „Schlange“, tatarische Bezeichnung ajdaha-yılan „Drachenschlange“ zu persisch اژدها azhdahā „Drache“), auch (entsprechend der englischen Transkription der russischen Bezeichnung) Zilant, ist als geflügelte Schlange mit dem Vorderteil eines Drachen ein Fabelwesen, das ein Teil der tatarischen und russischen Folklore ist. Er wird in Legenden über die Gründung der tatarischen Hauptstadt Kasan erwähnt, ist seit 1730 ihr offizielles Symbol und wird in der Flagge und dem Wappen dieser Stadt dargestellt. Als solches ist er auch ein spezieller Darstellungstyp des Drachen als Wappentier, ähnlich dem Wyvern. Vom Basilisk unterscheidet er sich trotz seiner vogelähnlichen Haltung durch den Kopf, der ein Drachen- und kein Vogelkopf ist, und auch in seiner Mythologie, die keinen Bezug zu einer Vogelgestalt kennt.
Als Emblem der Tausendjahrfeier Kasans wurde im Jahre 2005 der Schriftzug قازان qazan (im historischen tatarischen Alphabet İske imlâ) in der Form eines Silants gewählt.
Er ist als Wappenfigur zu unterscheiden von Drachen, die beispielsweise in den Wappen von Moskau, Russland oder Georgien dargestellt werden und dort einen Bezug zum katholischen Heiligen Georg als Drachentöter haben, den der Silant nicht hat. Er unterscheidet sich von solchen Drachendarstellungen auch durch Zweibeinigkeit, Vogelfüße und erhobenen Kopf.

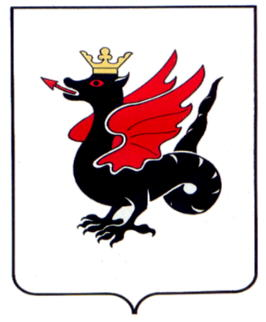
Wappen des Gouvernements Kasan (1730)
Tausendjahrfeier-Emblem Kasans (2005)
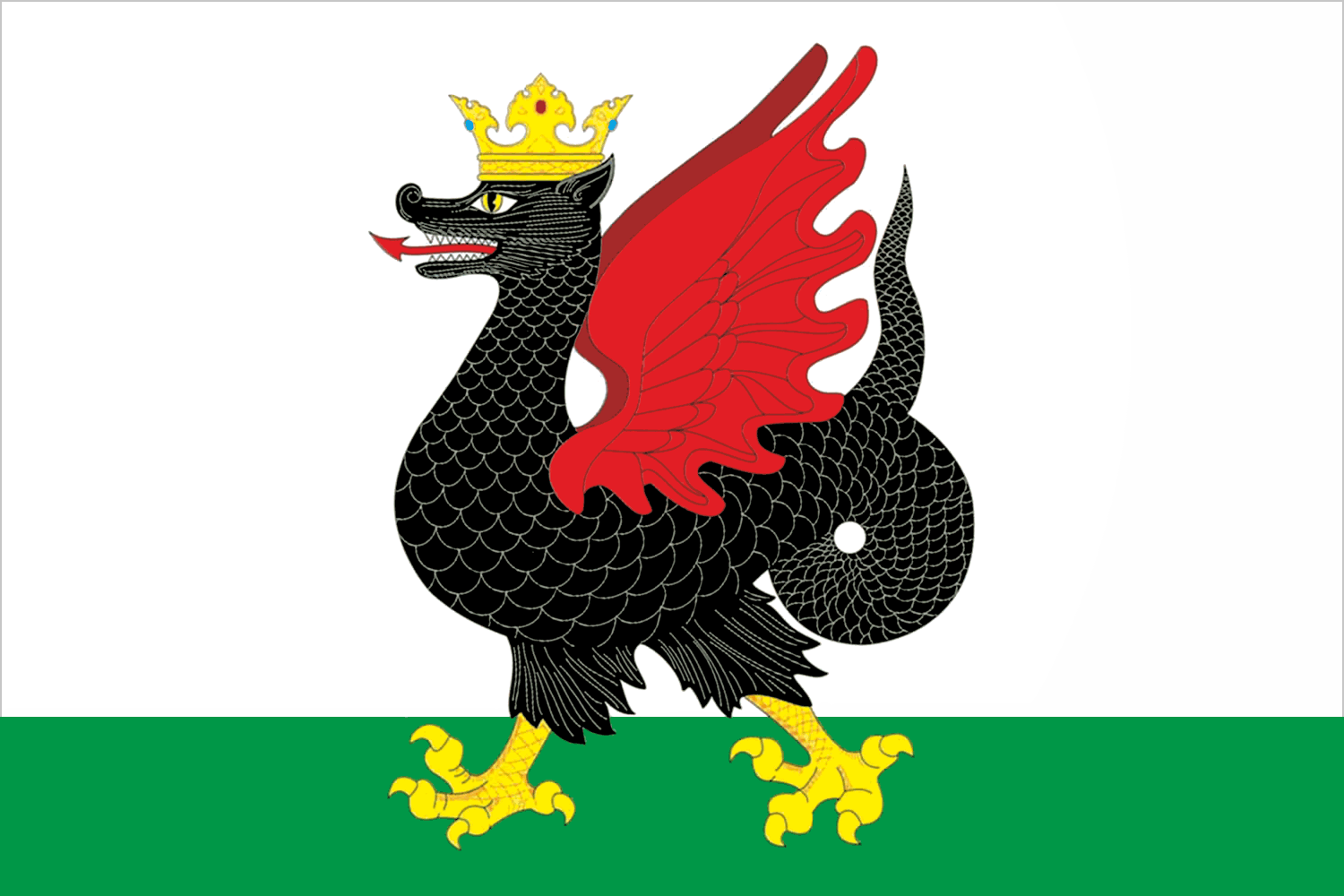
Flagge von Kasan